# Liceo classico Paolo Sarpi

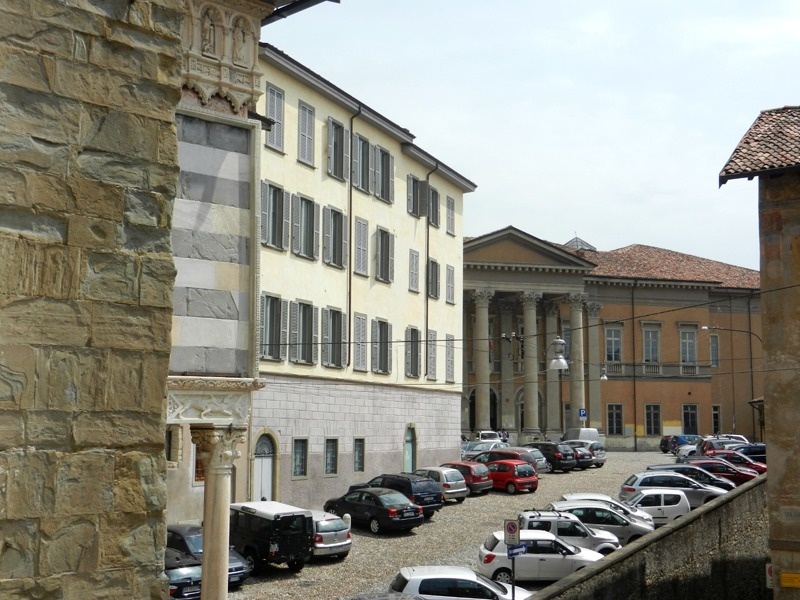
Il Sarpi visto da Piazza Rosate

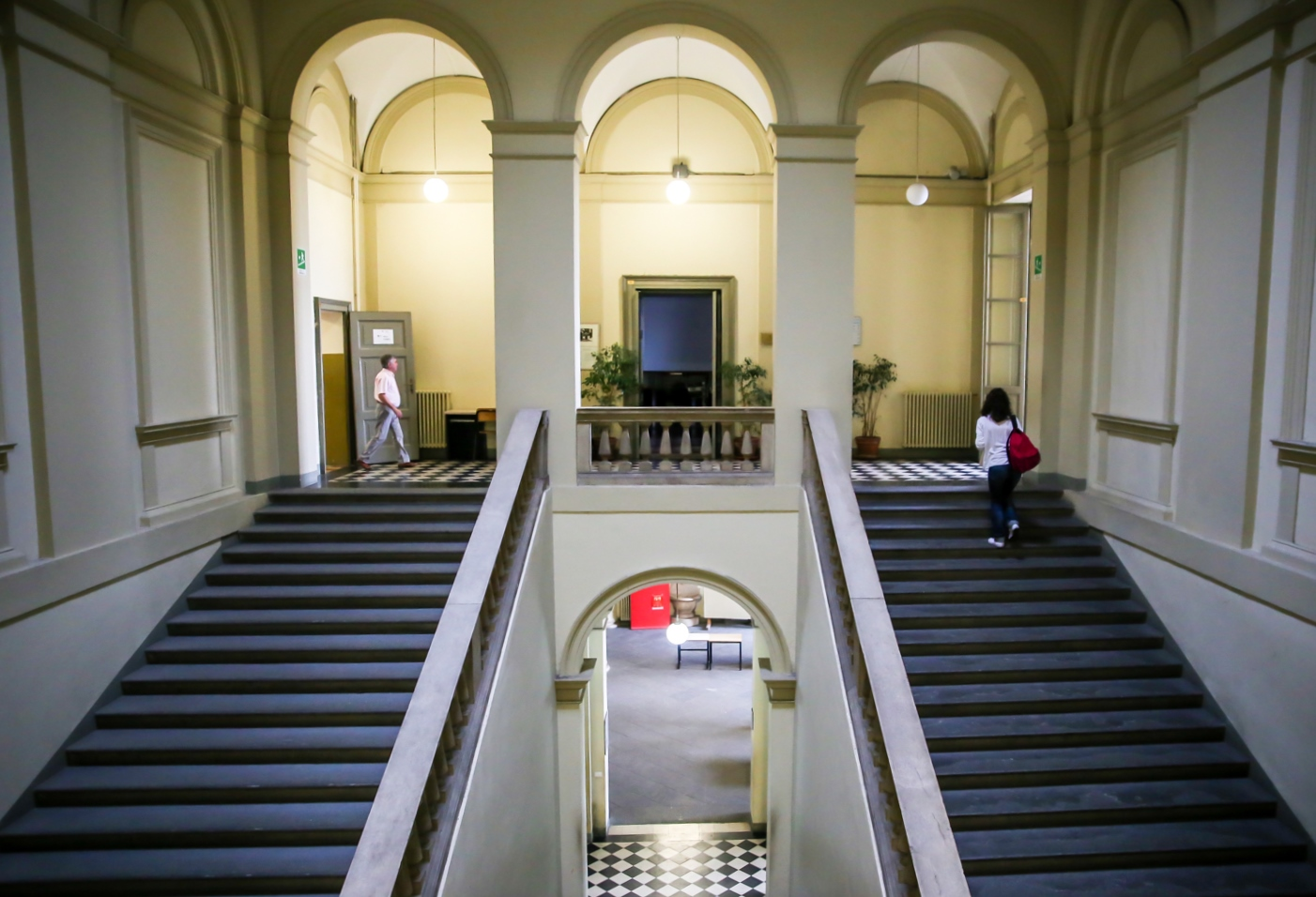
La scalinata che conduce al primo piano del palazzo

Il liceo classico Paolo Sarpi è una scuola superiore pubblica di Bergamo. Il liceo ha sede storica in città alta, in un edificio in stile neoclassico progettato dall'architetto Ferdinando Crivelli nel 1842 e concluso nel 1850. Dal 1865 la scuola è intitolata al teologo e intellettuale veneziano Paolo Sarpi.
Il film-documentario Gli Anni e i Giorni (2012) racconta le esperienze dei suoi studenti.

## Storia

### L'Accademia della Misericordia e il Collegio Mariano
La storia della scuola classica a Bergamo si innesta direttamente su quella delle scuole della "Congregazione della Misericordia Maggiore", che per prime si occuparono dell'istruzione a Bergamo: la prima vera scuola pubblica di grammatica, scienze umane e retorica risale al 1506; essa divenne "Accademia della Misericordia" nel 1566 e, soppressa nel 1610, rinacque ben presto (1617) come "Nuova Accademia della Misericordia".
Ridotta allo stremo dalla peste del 1630, la scuola si risollevò a poco a poco prendendo il nome di Collegio Mariano, con l'aumento dei convittori esterni e la conseguente ristrutturazione dell'edificio della scuola e del convitto, in via Arena, nel 1663; non è dato conoscere chi fossero i progettisti, se non che il capomastro si chiamava Carlo Messi e che lavorò sotto l'assistenza di Ambrogio Mariano. Affidato nel 1700 ai padri Barnabiti, il Collegio Mariano visse alterne vicende fino alla conquista napoleonica che, ponendo fine alle scuole confessionali, promosse una totale riforma della scuola, ma non poté che mantenere molti dei docenti già in servizio.

### Il liceo e l'intitolazione a Paolo Sarpi
Il liceo viene istituito in età napoleonica il 15 novembre 1803 e trova sede, poco distante, nei locali della Misericordia Maggiore in via Arena, che ben presto si rilevano insufficienti.
Per iniziativa del comune di Bergamo viene perciò adattato il soppresso Convento delle Clarisse che dal 1816 ospitò la scuola, fino a che non si decretò la demolizione dell'antico complesso conventuale (1844) per lasciar posto all'edificio, realizzato fra il 1845 ed il 1852, dall'architetto Ferdinando Crivelli.

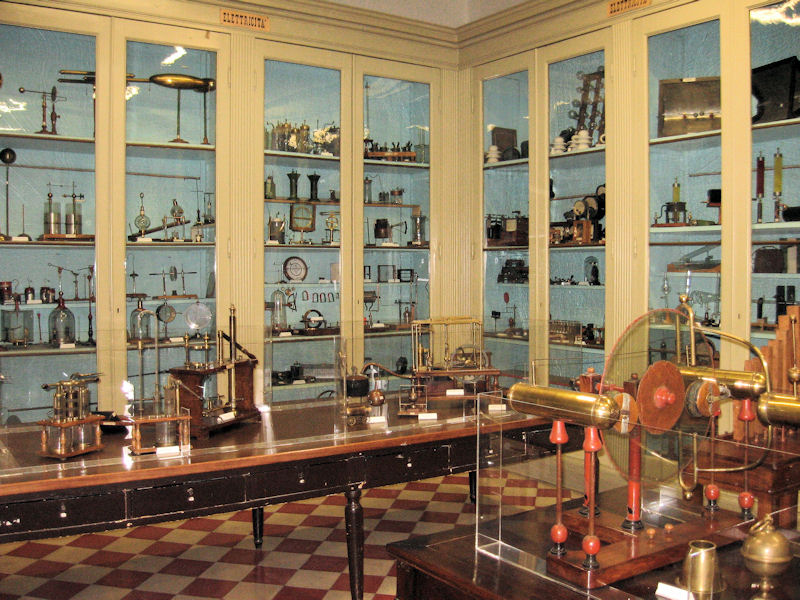
Il Gabinetto di Fisica

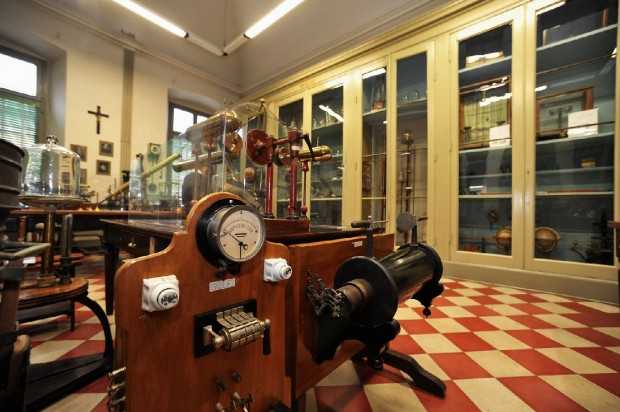
Il Gabinetto di Fisica

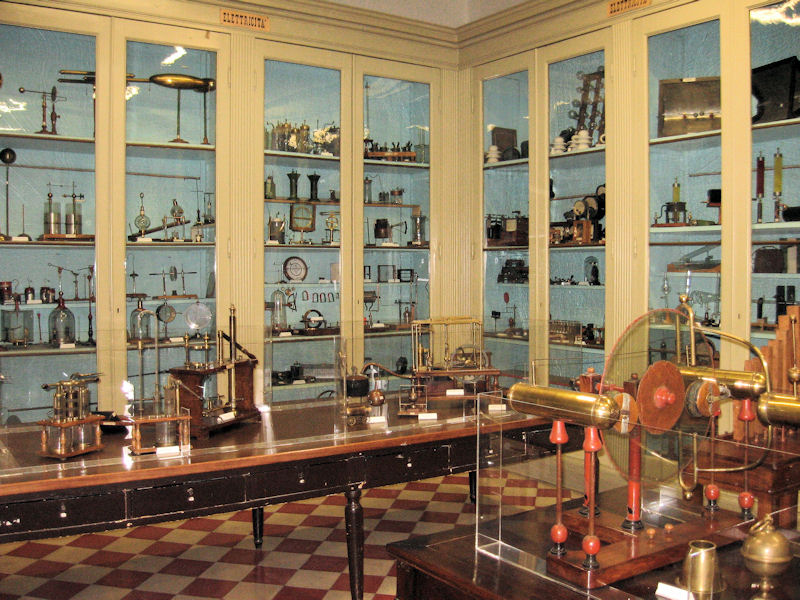
Il Gabinetto di Fisica

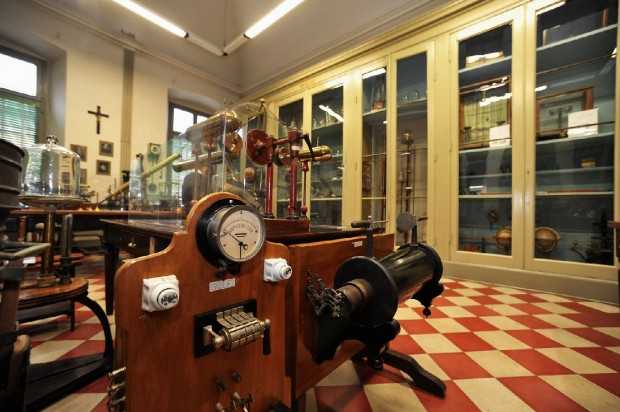
Il Gabinetto di Fisica

Valentina Colombi riporta che il riconoscimento del Liceo Ginnasio di Bergamo a Paolo Sarpi, teologo della Repubblica di Venezia, avvenuto per decreto del Re Vittorio Emanuele II del 4 marzo 1865, è accolto dall'opinione pubblica non senza riserve, come riporta un articolo comparso sulla Gazzetta di Bergamo il 22 aprile 1865: 
(Gazzetta di Bergamo, a. 52, n. 48 (22 aprile 1865), p. 3.)

## Statistiche
Il Sarpi è considerato un ambiente rigido e selettivo, secondo il rapporto Eduscopio 2018 della Fondazione Agnelli il Sarpi si colloca con un punteggio di 88.55 in quarta posizione tra i licei classici lombardi, preceduto dal Foscolo di Pavia con un punteggio di 92.02 , dal Manzoni di Lecco con un punteggio di 89.33 e dal Carducci di Milano con un punteggio di 88.99. Inoltre, un rapporto del Ministero dell'Istruzione riporta un calo d'iscrizioni nell'anno 2015 e 2016, seguito da un sostanziale recupero negli anni successivi. Gli studenti tendono ad iscriversi ad istituti diversi per i tassi di riuscita superiori. Le statistiche mostrano che gran parte dei voti si concentra nella fascia 6-8, non necessariamente in linea con le politiche adottate dalle altre scuole, dove la curva di valutazione impiegata dai professori si estende fino al 10. Si riportano inoltre tassi elevati di studenti rinviati con giudizio a settembre. Nel 2016, il voto medio al Sarpi è stato 6.98 su 10 e 1% degli studenti ha ottenuto una media uguale o superiore a 9.00/10. Alle prove nazionali INVALSI di italiano e matematica del 2014, gli studenti del Sarpi hanno conseguito prestazioni nettamente superiori rispetto alle altre scuole d'Italia ed il test è stato loro sottoposto una seconda volta, confermando una differenza di standard e criteri di valutazione tra licei classici e scuole di diversi indirizzi in Italia. Al contrario, gli studenti del sud Italia si sono classificati ultimi. Nel 2016 nessuno studente del Sarpi si è diplomato con la menzione "cum laude", mentre in altre regioni del Paese dati dimostrano un'inversione di tendenza, specialmente nell'Italia meridionale: 944 in Puglia, 802 in Campania e 516 in Sicilia nello stesso anno in cui le statistiche sono state condotte.

## Architettura

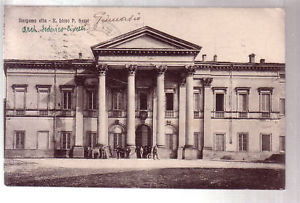
Il palazzo in una cartolina storica del 1934

L'edificio si presenta a pianta irregolare con impianto preminente a U con un’altezza di due e tre piani fuori terra. Le murature portanti sono in pietra e mattoni intonacati, i solai piani in legno e in mattoni quelli a volta. La copertura a padiglione ha struttura in legno e manto in coppi. Superato il monumentale ingresso posto al centro del fronte neoclassico, un ampio androne immette in un atrio quadrangolare sostenuto da colonne, dove un'imponente scalinata a tre rampe collega l’atrio con il piano primo. Il fronte verso il cortile interno quadrangolare aperto su un lato, ha portico al piano terra e loggiato al piano superiore.
L’imponente facciata del palazzo presenta un pronao (di ordine gigante) sorretto da quattro colonne con capitelli corinzi poggianti su basi quadrate; nella parete di fondo dove si aprono tre portali d’accesso, due dei quali ora tamponati, viene ripreso il motivo architettonico con quattro lesene del medesimo ordine. I contorni delle aperture e gli elementi decorativi sono in pietra arenaria. Nel’aula magna, tornata ad avere le dimensioni originarie grazie alla demolizione di tavolati che la dividevano in due semplici aule, vi sono tracce di affreschi.
L'edificio fu eretto sull'area dell'ex monastero dell'ordine Santa Maria di Rosate (francescane Osservanti) soppresso nell'anno 1810. Furono studiate altre due possibili collocazioni di quest'opera: sull'area del "Fortino" e in palazzo Medolago.
Nel 1883 la chiesa interna venne trasformata per esigenze in palestra, nella seconda metà del XX secolo vennero riformati i laboratori scientifici. Nel 1980-1982 il palazzo subì un'integrale opera di restauro conservativo.
La villa è tutelata dalla Soprintendenza locale, ufficio periferico del ministero dei Beni Culturali (Milano). Ogni intervento sulla villa deve essere quindi autorizzato anche dalla Soprintendenza competente.

### Il museo nella scuola
Il palazzo che ospita il liceo è un importante edificio pubblico di interesse storico-architettonico, rilevante testimonianza dell'identità locale e della storia dell’educazione e dell’istruzione pubblica. Il progetto di creare un museo all'interno del palazzo, gestito da professori e studenti, nasce dalla volontà di comunicare e valorizzare la considerevole ricchezza del Sarpi, sia dalla sua architettura - antica nella fondazione e complessa nella sua stratificazione storica -, sia dal patrimonio librario, scientifico e strumentale ben custodito al suo interno. L’iniziativa vuole promuovere eventi culturali, manifestazioni scientifiche e mostre permanenti al fine di estendere e facilitare la fruizione dell’antico plesso monastico alla città e alla comunità cittadina, nonché diffondere la conoscenza di un importante patrimonio culturale e tecnologico.

### Il palazzo come set
Il palazzo del Sarpi e le zone limitrofe sono comparsi più volte nel grande e piccolo schermo. 
- Chiamami col tuo nome (di Luca Guadagnino, 2017)[18]
- Una grande famiglia (2012-2015, Riccardo Milani) per Rai 1[19]
- Gli anni e i giorni (di Beppe Manzi, 2012)[20]
- Colpire al cuore (di Gianni Amelio, 1983)[21]
- Il cavaliere del sogno (di Camillo Mastrocinque, 1947)[senza fonte]

## Galleria d'immagini

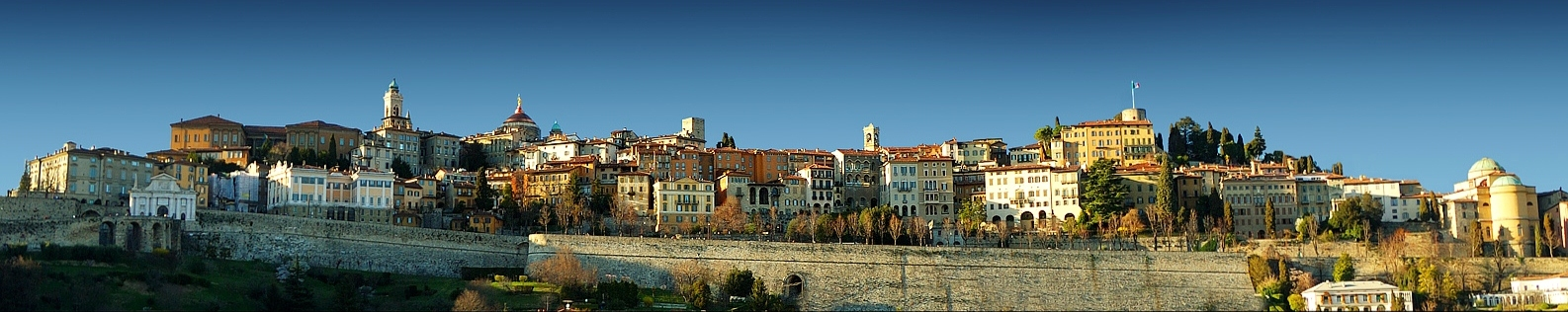
La vista sulla Città Alta di Bergamo con il liceo classico Sarpi in alto a sinistra.
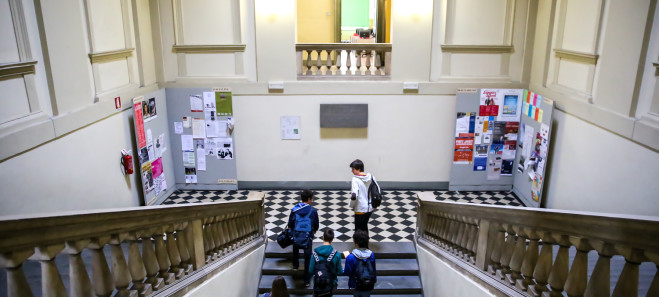
La scalinata che conduce al primo piano del palazzo